# Anna Wästberg
Anna Wästberg, född Andersdotter 27 december 1832 i Vittskövle församling i Skåne, död 7 mars 1905 i Vänersborg, var en svensk författare. Hon använde signaturen Anna A.

## Biografi
Anna Wästbergs föräldrar var ladufogden vid Vittskövle gård Anders Andersson och Karna Olsdotter.
Vid ett husförhör när hon ännu inte hade fyllt fem visade det sig att hon inte bara kunde läsa innantill obehindrat utan även behärskade hela katekesen. Följande dag skickade prosten henne Läsebok för folkskolan af Cnattingius och övertalade föräldrarna att hon skulle få gå på en skola i Kristianstad. Efter ett och ett halvt år i skolan och ett år som lärare i en annan skola, inackorderades hon i en läroanstalt i Karlskrona och var sedan informator i Blekinge till 1857, då hon gifte sig med fil. doktorn, sedermera kyrkoherden i Vänersborg, Hans Efraim Wästberg (1824–1885).
Sitt skönlitterära författarskap började hon mycket tidigt, men debuterade i bokform först offentligen 1857 med Styfmorsblommorna. En diktsamling av Anna A. med förord av Onkel Adam. Hennes författarskap utmärker sig för sin idealism och sin lättflytande diktion. Hon publicerade även berättelser, uppsatser och poem i tidningar och tidskrifter. Hon var även redaktör för den endast ett år utkommande Litteraturblad för damer 1858.